# 皮恩扎主教座堂

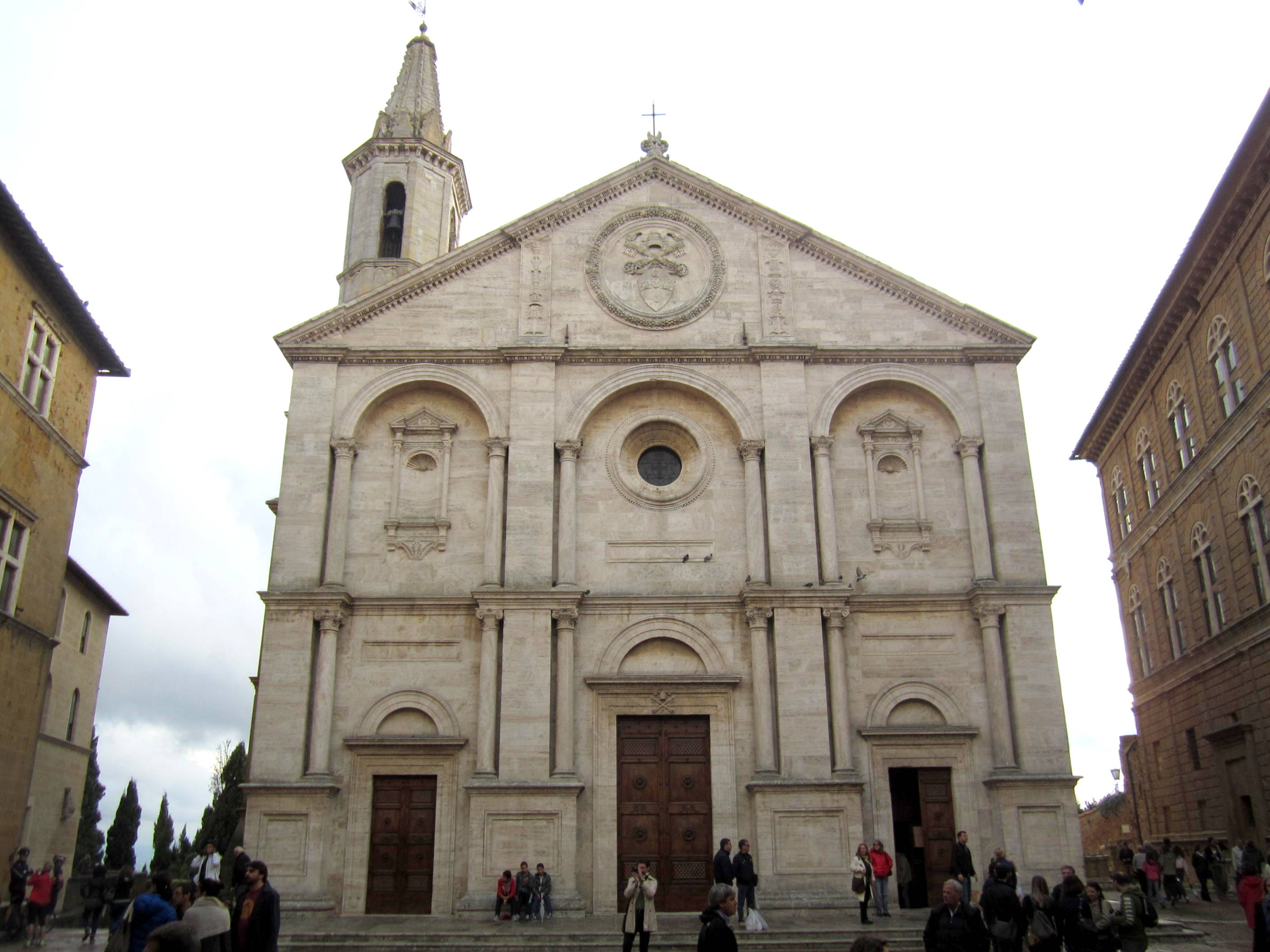
立面

43°04′34.88″N 11°40′44.99″E / 43.0763556°N 11.6791639°E
圣母升天主教座堂（義大利語：Concattedrale di Santa Maria Assunta）是天主教蒙特普爾恰諾-丘西-皮恩扎教區的副主教座堂，位于意大利中部锡耶纳省皮恩扎市中心的主广场庇护二世广场（Piazza Pio II）。这是一座文艺复兴建筑，建于1459-1462年，建筑师贝尔纳多·罗塞利诺。

### 内部
内饰为哥特式风格，有三个中殿。堂内装饰着庇护二世委托的当时最有名的艺术家的绘画作品。

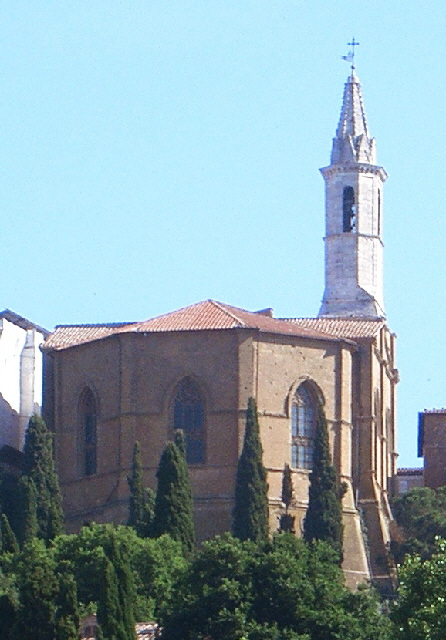
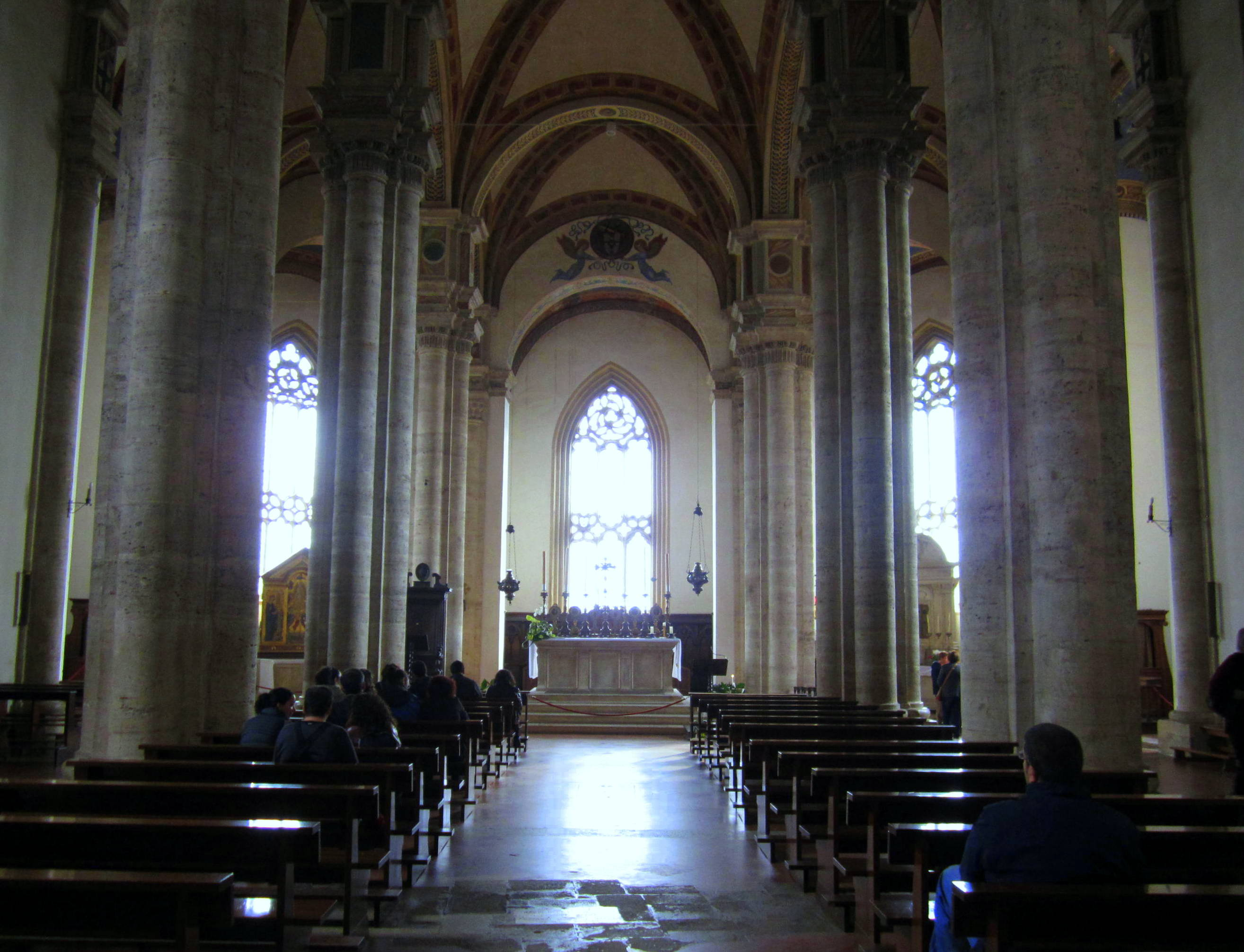
内部
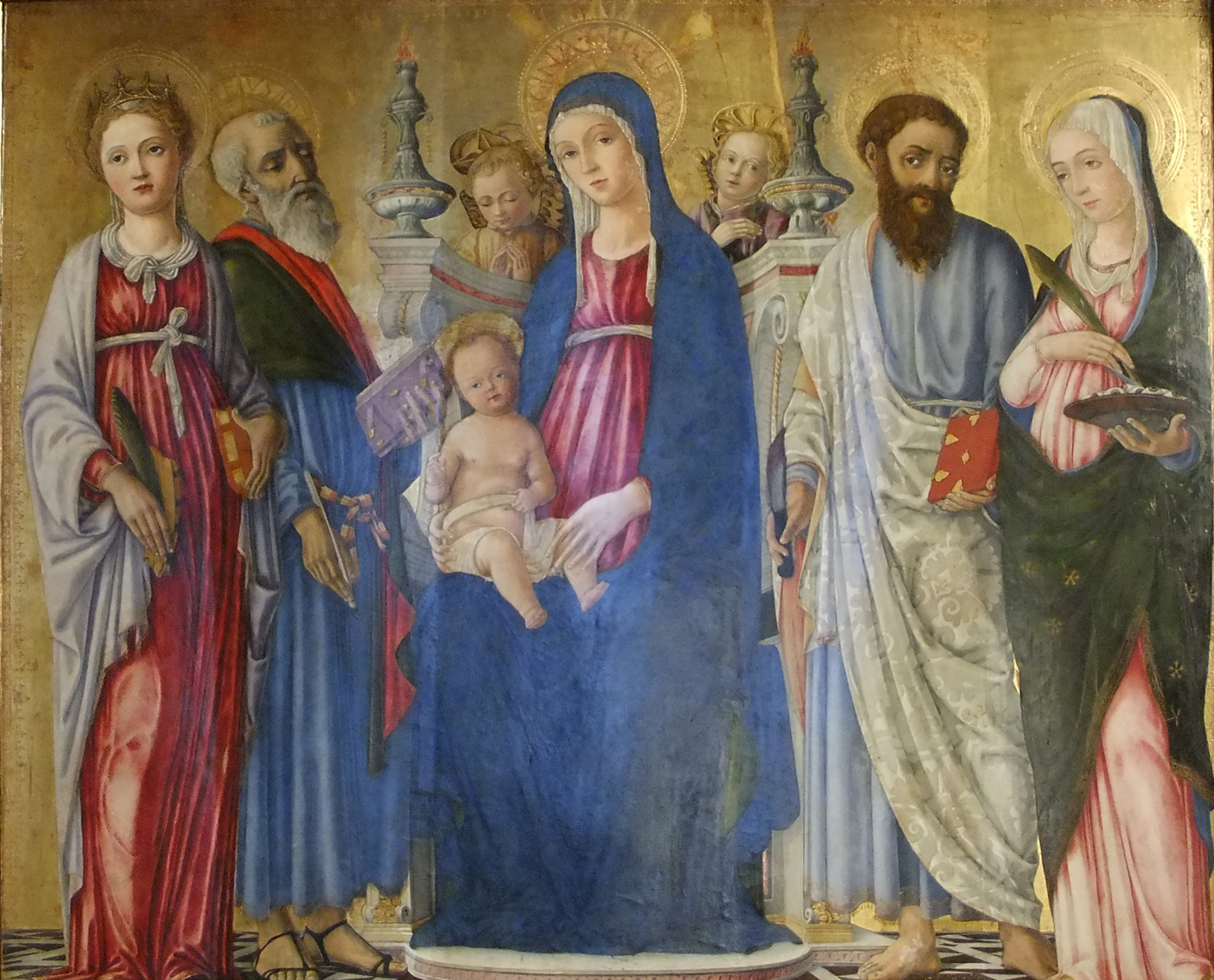
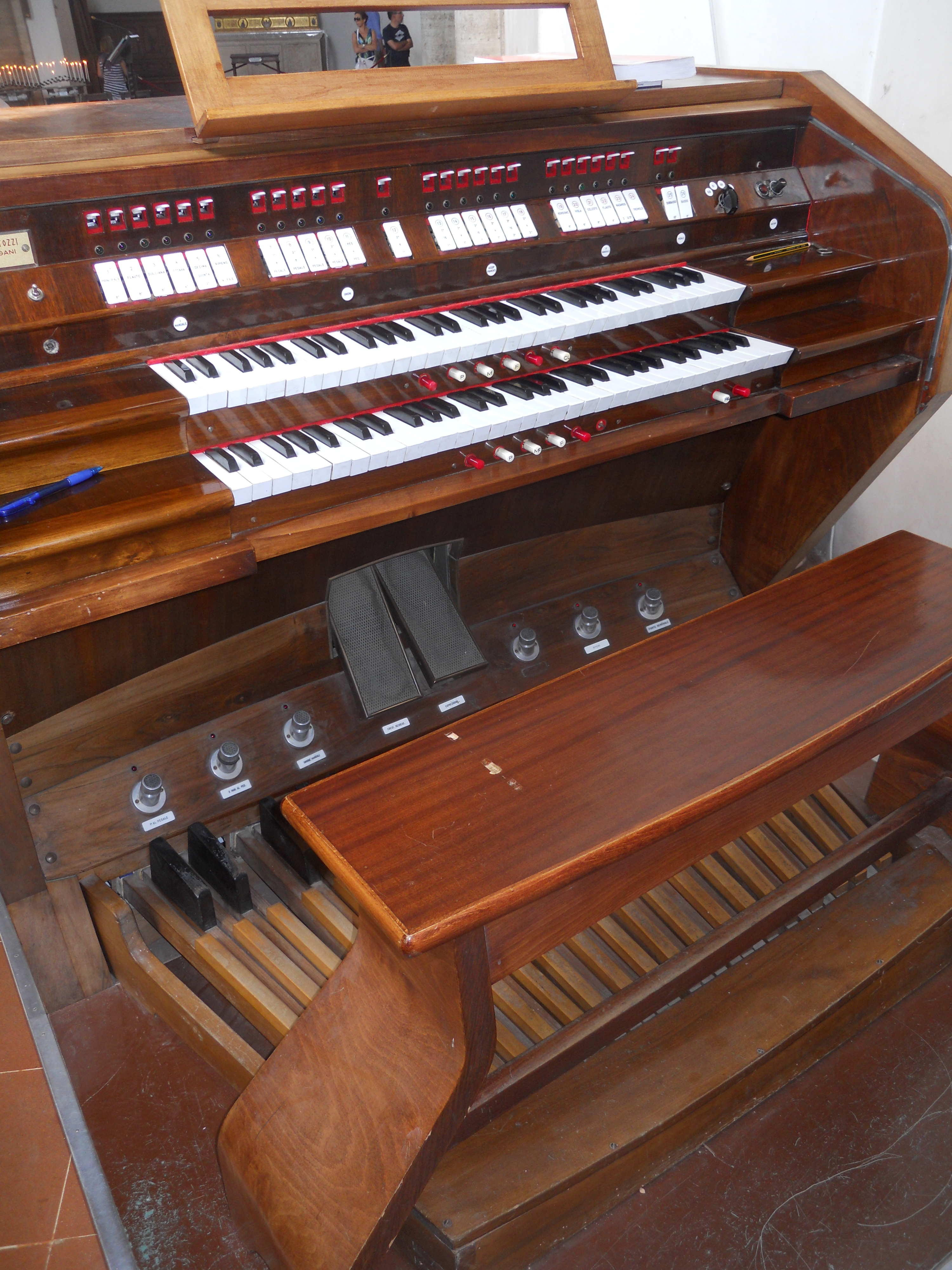